# Théophile Libbrecht
Théophile Charles Joseph Marie Antoine Libbrecht (Gent, 1 april 1860 - aldaar, 3 februari 1928) was een Belgisch senator.

## Levensloop
Hij is de zoon van Théophile Charles Marie Xavier Libbrecht (1829-1907) en Joséphine van Naemen (1835-1895).
Libbrecht promoveerde tot doctor in de rechten (1885) aan de Rijksuniversiteit Gent.
Hij werd in 1898 gemeenteraadslid en van 1899 tot 1924 burgemeester van Destelbergen. Hij werd provincieraadslid van Oost-Vlaanderen (1894-1912).
In 1912 werd hij verkozen tot katholiek senator voor het arrondissement Gent-Eeklo.